# Dramatis personæ

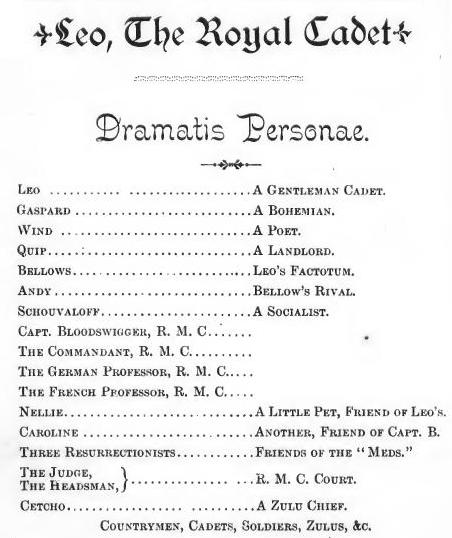
Dramatis personæ de Leo, o Cadete Real.

Dramatis personæ (latim: "pessoas do drama") é uma expressão utilizada para se referir aos personagens principais de uma obra teatral em forma de lista. Normalmente, os personagens que estão presentes na obra, mas que não aparecem no palco, não são considerados parte da dramatis personæ. Diz-se que passou usada nas obras do idioma inglês desde 1730. É evidente, também, seu uso internacional.